# The Ducktators
The Ducktators és un curtmetratge d'animació de propaganda antifeixista de la sèrie Looney Tunes (Warner Bros.) produïda en 1942 per Leo Schlesinger i dirigit per Norman McCabe.
La trama és una sàtira política dels successos que van precedir la II Guerra Mundial. S'hi mostra als dirigents del Forces de l'Eix (caracteritzats com a pardals) com a protagonistes.
El títol del curt forma un joc de paraules amb les paraules Duck (Ànec) i Dictators (Dictadors).

## Argument
La trama té lloc en una granja on una parella d'ànecs esperen al seu primer pollet. De l'ou, de color negre, apareix un ànec amb les mateixes característiques d'Adolf Hitler. En créixer, l'aneguet s'erigeix com a líder de la granja i es fa amic d'una oca que parodia Benito Mussolini, i formen un exèrcit.
Després s'organitza una conferència de pau, la qual és boicotejada per un Hitler furiós que culpa a Mussolini d'haver organitzat la trobada. Mentre, un altre ànec procedent de l'Imperi del Japó (Hirohito) s'uneix als altres dos.
Una vegada els tres junts, desfilen al ritme i paròdia de la cançó infantil: One, Two, Buckle My Shoe.
El colom de la pau intenta raonar amb ells, però en ser menyspreat s'enfuria i amb pas ferm, combat a l'Eix i als Stormtroopers amb el suport dels altres animals de la granja, com un conill rus personificant a Iosif Stalin que deixa inconscient a Hirohito després de propinar-li un colp amb una maça.
Veient que no poden fer front a la rebel·lió, els líders de l'Eix fugen espaordits, apareixent un cartell de publicitats dels bons de guerra.
Diversos anys després, el colom, condecorat com a Heroi de Guerra, ha format una família amb dos fills anomenats Pau i Tranquil·litat. Els explica que tot i odiar la guerra, no va tenir una altra alternativa que fer front per a què no tornara a ocórrer. Després d'explicar-los la història, li mostra als seus fills el cap dels tres dictadors a manera de trofeu de caça.

## Galeria
- Pel·lícula completa